# Honjō
Honjō (jap. 本庄市 Honjō-shi) – miasto w Japonii, w prefekturze Saitama, na wyspie Honsiu. Ma powierzchnię 89,69 km². W 2020 r. mieszkały w nim 78 623 osoby, w 32 860 gospodarstwach domowych  (w 2010 r. 81 889 osób, w 32 189 gospodarstwach domowych)